# Hardware Description Language
Hardware Description Language, HDL (z ang. „język opisu sprzętu”) – rodzina języków komputerowych wykorzystywanych do opisu układów cyfrowych w technice cyfrowej.
Istnieją dwa zasadnicze sposoby opisu układów cyfrowych:
- behawioralny – projektant definiuje zależności pomiędzy wyjściami a wejściami układu, natomiast realizacją układu zajmuje się kompilator,
- funkcjonalny – projektant definiuje bloki funkcjonalne oraz zależności między nimi. Bloki funkcjonalne mogą być bardzo proste, np. elementarne funkcje logiczne, jak również skomplikowane, np. pamięci, rejestry, sumatory.

Języki z rodziny HDL, oprócz syntezy układów, umożliwiają różnorakie optymalizacje, np. minimalizacja funkcji, upraszczanie obwodów przez zastosowanie prefabrykatów, testowanie zaprojektowanych układów oraz ich funkcjonalną symulację.
Historia języków opisu sprzętu sięga lat 50. XX w., kiedy to powstało zapotrzebowanie na uproszczenie projektowania i zautomatyzowanie niektórych, szczególnie żmudnych, etapów projektowania. Pierwsze języki HDL powstały w Stanach Zjednoczonych, gdzie doczekały się standardów ANSI, później zaś standardów międzynarodowych IEEE.
Najważniejsze języki opisu sprzętu to Verilog i VHDL. Inne to m.in.:
- ABEL
- AHDL
- ZEUS
- CONLAN
- KIDLAN.